# Aegialoalaimus setosa
Aegialoalaimus setosa is een rondwormensoort uit de familie van de Aegialoalaimidae. De wetenschappelijke naam van de soort is voor het eerst geldig gepubliceerd in 1981 door Bouwman.